# Бубновський Микита Дмитрович
Микита Дмитрович Бубновський (нар. 1 (14) вересня 1907, село Маньківці Подільської губернії, тепер Жмеринський район Вінницької області — 9 жовтня 1997, Київ) — український радянський і компартійний діяч. Герой Соціалістичної Праці (30.04.1951). Депутат Верховної Ради СРСР 2—8-го скликань, депутат Верховної Ради УРСР 3—5-го скликань. Кандидат у члени ЦК КПРС в 1956—1971 роках. Кандидат у члени ЦК КП(б)У в 1949—1952 роках. Член ЦК КПУ в 1952—1976 роках. Кандидат у члени Президії ЦК КПУ 26 червня 1956 — 28 березня 1963 р.

## Біографія
Народився в родині селянина-бідняка. Закінчив агротехпрофшколу, у 1930 році закінчив Вінницький сільськогосподарський інститут.
У 1930—1931 роках — директор Браїлівської машинно-кінно-тракторної станції, агроном в Браїлівському і Жмеринському районах на Вінниччині. У 1931—1933 роках — аспірант Українського науково-дослідного інституту зернового господарства у Харкові. У 1933—1934 роках — в складі агропропагандистської групи культвідділу ЦК КП(б)У в Скадовському районі Одеської області та Шполянському районі Київської області.
У 1934—1941 роках — агроном Сигнаївської машинно-тракторної станції Шполянського району Київської області, старший агроном Шполянського районного земельного відділу Київської області.
Член ВКП(б) з 1939 року.
У 1941—1943 роках — агроном машинно-тракторної станції, завідувач Духовницького районного земельного відділу Саратовської області РСФСР.
У 1944—1950 роках — 1-й секретар Шполянського районного комітету КП(б)У Київської області.
17 травня 1950 — 30 травня 1951 року — голова виконавчого комітету Київської обласної Ради депутатів трудящих.
3 квітня 1951 — 3 червня 1952 року — заступник голови Ради Міністрів Української РСР.
29 травня — вересень 1952 року — секретар ЦК КП(б)У.
У вересні 1952 — 6 квітня 1954 року — 1-й секретар Вінницького обласного комітету КПУ.
З 26 березня 1954 до 28 березня 1963 року — секретар ЦК КПУ.
У січні 1963 — грудні 1964 грудні — 1-й секретар Хмельницького сільського обласного комітету КПУ. У грудні 1964 — березні 1972 року — 1-й секретар Хмельницького обласного комітету КПУ.
У 1972—1978 роках — на керівних посадах у Міністерстві сільського господарства Української РСР.
З 1978 року — пенсіонер союзного значення в місті Києві.

## Нагороди
- Герой Соціалістичної Праці (30.04.1951)
- три ордени Леніна (23.01.1948, 30.04.1951, 14.09.1957)
- орден Жовтневої Революції (27.08.1971)
- два ордени Трудового Червоного Прапора (26.02.1958, 22.03.1966)
- орден «Знак Пошани» (7.02.1939)
- орден Дружби народів (13.09.1977)
- орден Вітчизняної війни 1 ступеня (1.02.1945)
- медаль «За трудову доблесть» (25.12.1959)
- медалі
- Почесна грамота Президії Верховної Ради Української РСР (14.09.1967)